# عيون الراكون
عيون الرَّاكون أو الكدمات حول الحجاج (المعروفة أيضًا في المملكة المتحدة وأيرلندا بعيون الباندا) هي علامة على كسر الجمجمة القاعدية أو ورم دموي تحت الشبكية، أو حج القحف الذي أدى إلى تمزق السحايا، أو (نادرًا) بعض أنواع السرطان. يحدث النزيف من كلتا العينين عندما يدمر كسر الوجه السحايا ويسبب نزف الجيوب الوريدية في الزغب العنكبوتية والجيوب القحفية. يتسرب الدم من كسر الجمجمة في الأنسجة الرخوة حول العينين. قد تكون عيون الراكون مصحوبة بعلامة باتل، وهي كدمات خلف الأذن. قد تكون هذه العلامات هي الإشارة الوحيدة لكسور الجمجمة، لأنها قد لا تظهر على الأشعة السينية. وقد لا تظهر حتى 2-3 أيام بعد الإصابة. من المستحسن ألا يهب المريض أنفه، وألا يسعل بقوة لمنع المزيد من تمزق السحايا.

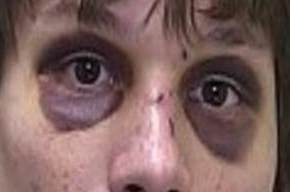
كدمات الحجاج الثنائية (عيون الراكون)

قد تكون عيون الراكون على جانب واحد أو ثنائية. إذا كانت ثنائية، فإنها تشير بشدة لكسر الجمجمة القاعدية، مع قيمة تنبؤية إيجابية 85٪. وهي غالبًا ما ترتبط بكسور في الحفرة القحفية الأمامية.
قد تكون عيون الراكون أيضًا علامة على الورم الأرومي العصبي المنتشر أو الداء النشواني (الورم النخاعي المتعدد).
اعتمادًا على السبب، تتطلب دائمًا عيون الراكون الكشف والعلاج السريع، وهو الجراحة (في حالة كسر الوجه أو ما بعد حج القحف) أو العلاج الطبي (في حالة الورم الأرومي العصبي أو الداء النشواني).